# Erlenmeyer-lombik

Erlenmeyer-lombik használata titráláskor

Az Erlenmeyer-lombik széleskörűen alkalmazott laboratóriumi lombik, mely felül hengeresen végződő csonka kúp alakú. A lombik nevét Emil Erlenmeyer német kémikusról kapta, aki 1861-ben alkotta meg ezt az üvegedényt. Oldalára sokszor térfogati skálát festenek, mely által a hozzávetőleges térfogat adható meg. Leginkább 25-2000 cm3 térfogatban készítik.
Felépítése alapján hasonló a főzőpohárhoz, de az Erlenmeyer-lombiknak szűk nyaka van. A szűk nyak elősegíti forraláskor a párolgási veszteségek csökkentését, valamint lehetővé teszi, hogy a lombikot dugóval, vattával vagy alufóliával viszonylag egyszerűen le lehessen zárni. Létezik csiszolattal ellátott nyakú is, ekkor a legkényelmesebb módon csiszolatos üvegdugóval lezárható. Legnagyobb előnye, hogy befelé dőlő oldalfala miatt a benne lévő folyadék (feltéve, hogy a lombiknak legfeljebb kb. feléig van töltve) külön keverő nélkül kézzel összerázható. Emiatt gyakran használják titrálásoknál.

Erlenmeyer-lombik

Hőálló üvegből, vagy műanyagból készül. Amennyiben hőálló üvegből készült, a főzőpohárhoz hasonlóan gázégővel azbeszhálón keresztül, vagy elektromos melegítőkkel melegíthető. Tartós víz- vagy olajfürdőn történő melegítésre a gömblombik alkalmasabb, elsősorban a benne keletkező kisebb feszültségek miatt. Amennyiben mégis fürdők használatára lenne szükség, úgy az Erlenmeyer-lombikot fémkarikával alul alátámasztjuk és fogóval a nyakánál rögzítjük. Hasonlóan járunk el közvetlen melegítéskor is. A Bunsen-égő fölé rögzített fémkarikát rakunk, melyre helyezzük az azbeszthálót. Erre helyezzük azután a karikát. Az azbesztháló megakadályozza a közvetlen érintkezést a lombik és a láng között, ráadásul egyenletesebb melegítést tesz lehetővé. Az Erlenmeyer-lombikot tilos vákuumnak kitenni, mivel a lapos feneke révén az üveg hajlataiban nagy feszültség van, így könnyen összeroppanhat. Vákuumban a szívópalack használható biztonságosan. Az Erlenmeyer-lombikot előszeretettel használják titrálásoknál, mikrobiológiában és mikrobakultúrák tenyésztésénél.